# Ochropepla concinna
Ochropepla concinna är en insektsart som beskrevs av Fowler. Ochropepla concinna ingår i släktet Ochropepla och familjen hornstritar. Inga underarter finns listade i Catalogue of Life.